# Huawei Mate 9
Huawei Mate 9 è uno smartphone progettato e commercializzato da Huawei e messo in vendita il 3 novembre 2016 come cellulare della serie Mate, successore del Huawei Mate 8.

## Specifiche tecniche

### Hardware
Huawei Mate 9 è un phablet con corpo interamente in metallo. Possiede un display da 5,9 pollici, con risoluzione Full HD (1920x1080 pixel) e vetro schermato 2.5D inclinato. Il dispositivo include anche un sensore di impronte digitali FPC1025 che, utilizza un sistema di sicurezza a 4 livelli per velocità e precisione, è stato prodotto da Fingerprint Cards of Sweden.
Il Mate 9 è dotato di un processore octa-core HiSilicon Kirin 960 e una CPU Octa-core ARM Cortex-A73 / A53 e GPU Mali G71. Possiede 4 GB di RAM, 64 GB di ROM espandibile tramite microSD fino a 256 GB. Fornisce anche versioni da 4 GB + 32 GB e 6 GB + 128 GB Ha una batteria ricaricabile ad alta densità da 4.000 mAh con tecnologia SuperCharge di Huawei, che consente una maggiore autonomia.
Il dispositivo ha un modulo a doppia fotocamera Leica. La fotocamera posteriore è composta da una fotocamera a colori da 12 megapixel f/2.2 e una fotocamera monocromatica da 20 megapixel f/2.2, dispone anche di video 4K e una fotocamera frontale da 8 MP.
Il Mate 9 è disponibile in Space Grey, Moonlight Silver, Champagne Gold, Mocha Brown, Ceramic White e Obsidan Black.
Huawei ha anche immesso sul mercato la Porsche Design Limited Edition di Mate 9, che combina l'estetica tipica di Porsche Design con la tecnologia Huawei. È dotato di 6 GB di RAM, 256 GB di ROM e un display AMOLED curvo da 5,5 pollici, con risoluzione 2560 x 1440 pixel

### Software
Huawei Mate 9 ha il sistema operativo Android 7.0 Nougat e l'Emotion UI 5.0. Nel mese di febbraio 2017 è prevista l'acquisizione del supporto Amazon Alexa negli Stati Uniti.
Nell'ottobre 2017 Huawei ha lanciato un programma di beta test per l'aggiornamento di Android 8.0 Oreo con l'Emotion UI 8.0.